# Horní Lipina
Horní Lipina (německy Ober Lindau) je osada v okrese Cheb v Karlovarském kraji. Je součástí obce Lipová a leží v katastrálním území Horní Lipina o výměře 281 ha. Nachází se asi 10 km jihovýchodně od Chebu. V roce 2021 zde žilo šest obyvatel ve třech domech.
V Horní Lipině jsou registrována čtyři čísla popisná: 5, 8, 10, 17 a 18. Protéká tudy Kozelský potok, který se vlévá do vodní nádrže Jesenice. Nachází se zde kaple, kříž, Lipinský rybník a jedenáct bezejmenných rybníků.
| Rok            | 1869 | 1880 | 1890 | 1900 | 1910 | 1921 | 1930 | 1950 | 1961 | 1970 | 1980 | 1991 | 2001 | 2011 | 2021 |
| -------------- | ---- | ---- | ---- | ---- | ---- | ---- | ---- | ---- | ---- | ---- | ---- | ---- | ---- | ---- | ---- |
| Počet obyvatel | 92   | 72   | 65   | 64   | 63   | 67   | 71   | 34   | 20   | 14   | –    | –    | 2    | 5    | 6    |
| Počet domů     | 13   | 13   | 13   | 12   | 11   | 11   | 11   | 12   | –    | 3    | –    | –    | 3    | 4    | 3    |